# Vrisnik
Vrisnik is een plaats in de gemeente Jelsa in de Kroatische provincie Split-Dalmatië. De plaats telt 190 inwoners (2011).